# Avram Halfon
Avram Halfon (n. 1800 – d. 1862) a fost un bancher evreu român și consul general al Imperiului Otoman.
Solomon Halfon era evreu de rit spaniol care a participat la toate marile operațiuni bancare din România, în timpul lui. În 1866, în numele unui grup financiar străin, a contractat împrumutul numit „Oppenheim” care împreună cu împrumutul „Stern”, au deschis pentru statul român acces la băncile din străinătate.